# Єгуда Магидович
Єгуда Магидович (1886, Умань — 5 січня 1961, Тель-Авів) — ізраїльський архітектор.

## Життєпис
Народився в Умані у родині модельєра жіночих капелюшків Беняміна Цві Магидовича й уманської домогосподарки Рахіль Садової. Отримав традиційну єврейську освіту.
Вивчав мистецтво в Одесі і Києві, архітектуру — в Одесі (1903—1910). У 1919 році емігрував з фальшивим одеським посвідченням до Палестини і поселився у Тель-Авіві.

## Архітектурні роботи
Автор проектів будівель в Тель-Авіві, зокрема будівлі посольства СССР на бульварі Ротшильда, Великої синагоги та інших.
У Тель-Авіві Єгуда подружився із мером, Меїром Дізенґофом, якого знав ще з перебування в Умані. 33-річний Магидович нарешті міг втілити в життя всі свої архітектурні задуми, не стримуючи творчої фантазії. Однією зі споруд, яка стала дивовижним поєднанням безлічі європейських стилів, була будівля «Галей Авів Казино» (у перекладі — «Хвилі весни»), першого казино, більша частина якого знаходилася над морем. Казино швидко перепрофілювалося на «богемне» кафе, де мала романтичні побачення молодь (поет Альтерман навіть присвятив цьому місцю вірші) і ділові зустрічі — політична й бізнесова еліта. Гостював тут навіть Вінстон Черчилль. Збоку казино нагадувало багатопалубний корабель, який причалив до берега. Для величезних паль, які підняли ресторан над морськими хвилями на 5–8 метрів, чи не вперше використали новий будівельний матеріал — бетон. Це дало казино змогу вистояти під час руйнівного урагану 1936 року, який знищив більшість будівель узбережжя. Не вистояло казино перед вимогою міської громади — та постановила, що нема чого так випирати в море, змінюючи вигляд набережної. Коли після постанови муніципалітету казино спробували знести бульдозером, із цього нічого не вийшло — зруйнували, тільки коли підклали солідну порцію динаміту і підірвали його.

## Галерея

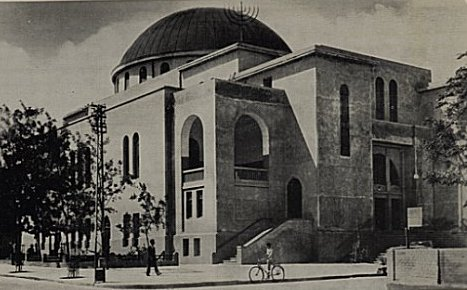
Велика синагога в Тель-Авіві у 1930-х (збудовано 1924-25)
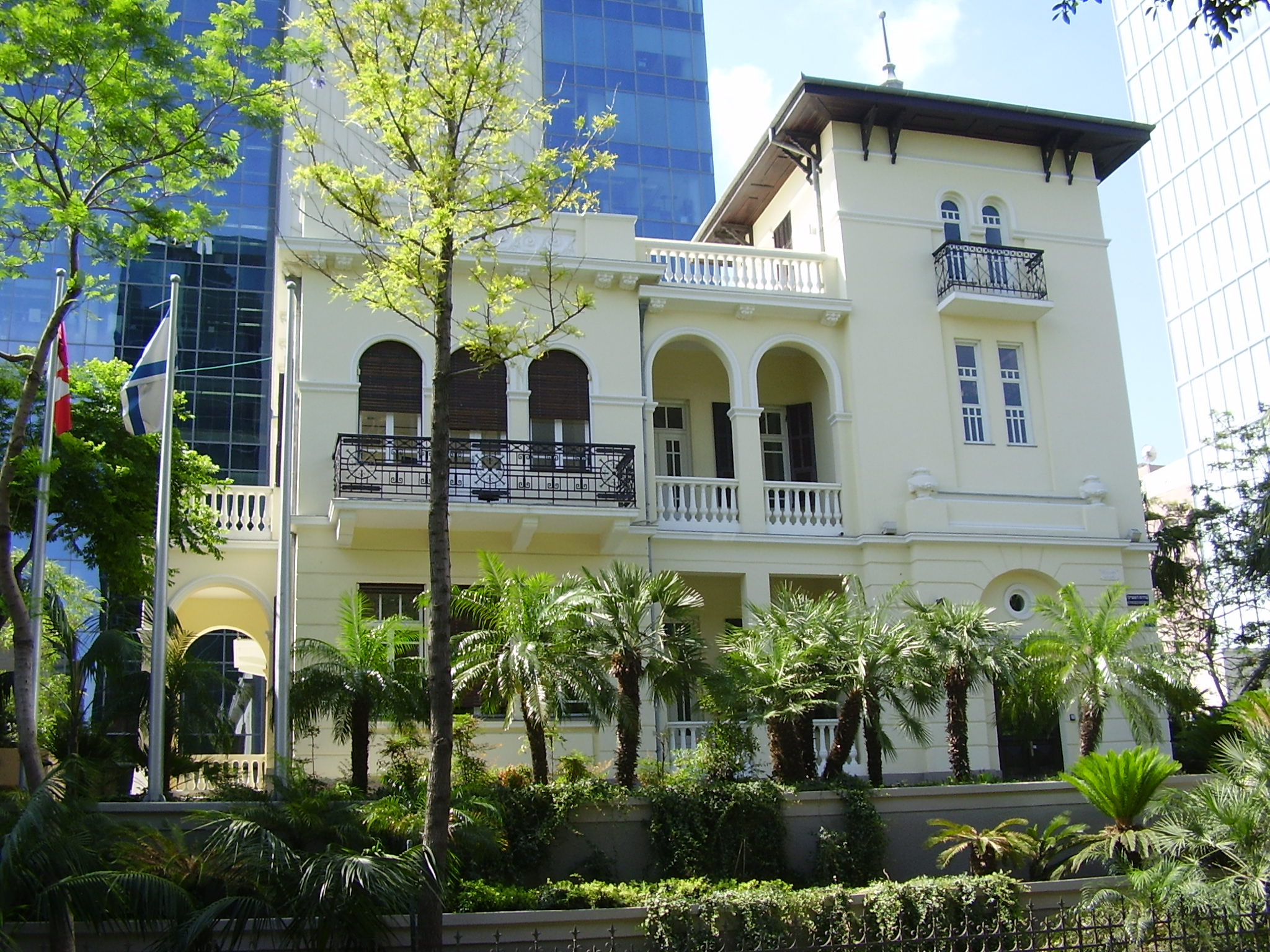
Будинок Левіна, колишній будинок Посольства СРСР, Бульвар Ротшильдів, Тель-Авів (1924)
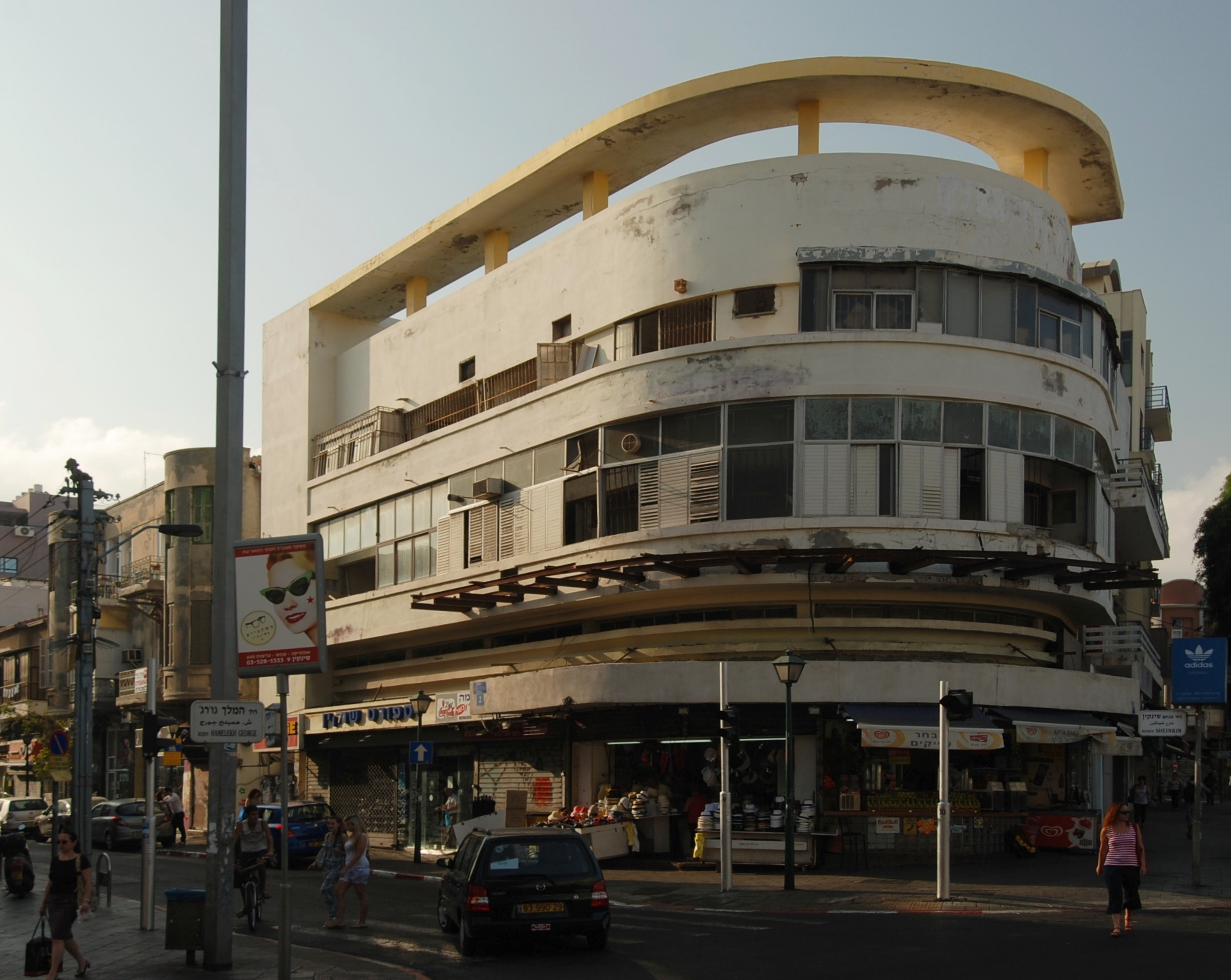
Будинок Готтгольда, Тель-Авів (1935–36)
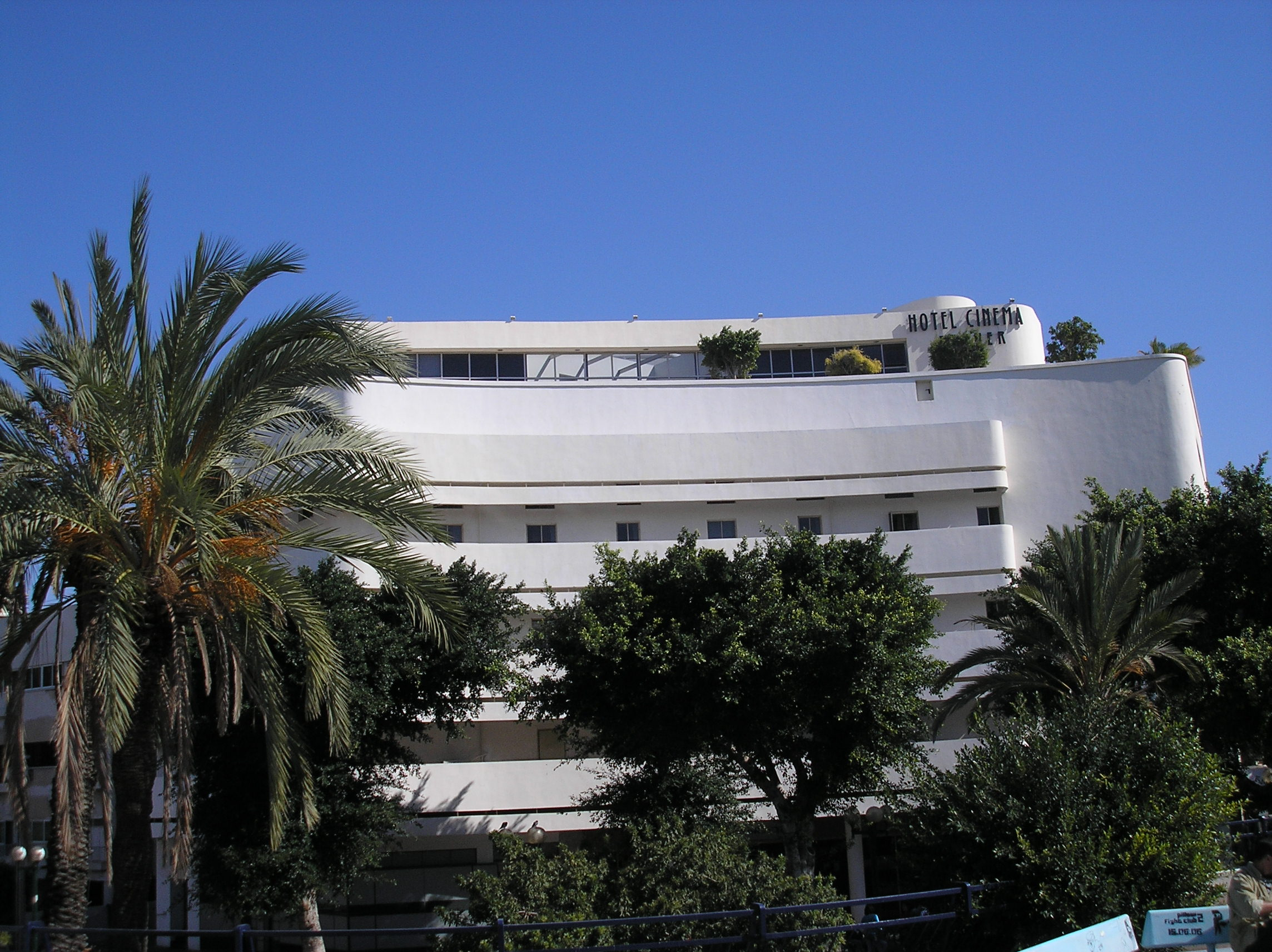
Кінотеатр «Естер», тепер готель «Сінема», Тель-Авів (1938)